# Han-lès-Juvigny
Han-lès-Juvigny – miejscowość i gmina we Francji, w regionie Grand Est, w departamencie Moza.
Według danych na rok 1990 gminę zamieszkiwało 80 osób, a gęstość zaludnienia wynosiła 15 osób/km² (wśród 2335 gmin Lotaryngii Han-lès-Juvigny plasuje się na 965. miejscu pod względem liczby ludności, natomiast pod względem powierzchni na miejscu 981.).